# Opština Čučer-Sandevo
Čučer-Sandevo (makedonsky Чучер-Сандево, albánsky Çuçer) je opština ve Skopském regionu v Severní Makedonii. Čučer-Sandevo je také název vesnice, která je centrem opštiny.

## Geografie
Opština sousedí na západě a severu s Kosovem, na jihu s hlavním městem Skopje a na jihu s opštinou Lipkovo.
Centrem opštiny je vesnice Čučer-Sandevo, pod ni spadá dalších 11 vesnic:
| Vesnice   | Obyvatelé |
| --------- | --------- |
| Banjane   | 597       |
| Blace     | 972       |
| Brazda    | 480       |
| Brest     | 569       |
| Brodec    | 3         |
| Gluvo     | 349       |
| Gornjane  | 80        |
| Kučevište | 3 167     |
| Mirkovci  | 969       |
| Pobožje   | 591       |
| Tanuševci | 417       |

## Demografie
Podle sčítání lidu z roku 2021 žije v opštině 9 200 obyvatel. Etnickými skupinami jsou:
- Makedonci - 5 032 (54,7 %)
- Srbové - 1 932 (21 %)
- Albánci - 1244 (11 %)
- ostatní - 1 012 (7,66 %)